# Лунка (Олт)
Лунка (рум. Lunca) насеље је у Румунији у округу Олт у општини Татулешти. Oпштина се налази на надморској висини од 258 m.

## Становништво
Према подацима из 2002. године у насељу је живело 41 становника, од којих су сви румунске националности.